# Novobratske, Malîn
Novobratske (în ucraineană Новобратське) este un sat în comuna Barvinkî din raionul Malîn, regiunea Jîtomîr, Ucraina.

## Demografie
Componența lingvistică a localității Novobratske
     Ucraineană (99,71%)
     Alte limbi (0,29%)
Conform recensământului din 2001, majoritatea populației localității Novobratske era vorbitoare de ucraineană (99,71%), existând în minoritate și vorbitori de alte limbi.